# Andreas Hansen (Amtmann)
Andreas Hansen (* 5. Oktober 1795 in Holm; † 16. Mai 1860 in Leck) war ein deutscher Jurist, Amtmann und Politiker.

## Leben
Hansen stammte aus einer wohlhabenden Bauernfamilie. Er besuchte die Gelehrtenschule in Husum und studierte anschließend Rechtswissenschaften in Kiel und Heidelberg. Dann ließ er sich als Rechtsanwalt in Leck nieder. Hansen schloss sich der schleswig-holsteinischen Bewegung an und gehörte der Schleswigschen Ständeversammlung an. 1848 ernannte ihn die Provisorische Regierung zum Amtmann in Tondern. Dieses Amt musste er 1850 nach dem Scheitern der Schleswig-Holsteinischen Erhebung jedoch wieder aufgeben. 